# Giovanni Battista Visconti (Bischof)
Giovanni Battista Visconti B, auch Giovanni Battista Visconti Aicardi (* 1644 in Mailand; † 10. Mai 1713 in Isola di San Giulio) war ein italienischer Geistlicher und Bischof von Novara.

## Leben
Er wurde in die Ordensgemeinschaft der Barnabiten aufgenommen und empfing am 4. April 1665 das Sakrament der Priesterweihe für den Orden.
Am 31. Mai 1688 wurde er im Alter von 43 Jahren zum Bischof von Novara ernannt. Die Bischofsweihe spendete ihm am 8. Juni desselben Jahres der Kardinalbischof von Sabina, Carlo Pio di Savoia.
Giovanni Battista Visconti starb im Alter von 69 Jahren im Bischofsamt und wurde in der Kathedrale von Novara beigesetzt.